# 罗斯托克号小巡洋舰 (1918年)
罗斯托克号是德意志帝国海军于第一次世界大战期间建造的十艘科隆级小巡洋舰的六号舰，得名于1916年在日德兰海战期间自沉的第一代罗斯托克号。新舰本是为替代1914年沉没的小巡洋舰小巡洋舰而以“美因茨代舰（Ersatz Mainz）”为代号进行订购，并于1915年在斯德丁的伏尔铿船厂开始架设龙骨。它于1918年4月下水，然而由于缺乏人员和物资，工程在计划完工前七个月中止。至1919年11月17日，罗斯托克号正式从海军名录中除籍，并在出售后于1921年拆解报废。